# Micrathena bananal
Micrathena bananal là một loài nhện trong họ Araneidae.
Loài này thuộc chi Micrathena. Micrathena bananal được Herbert Walter Levi miêu tả năm 1985.